# Casa del Cid

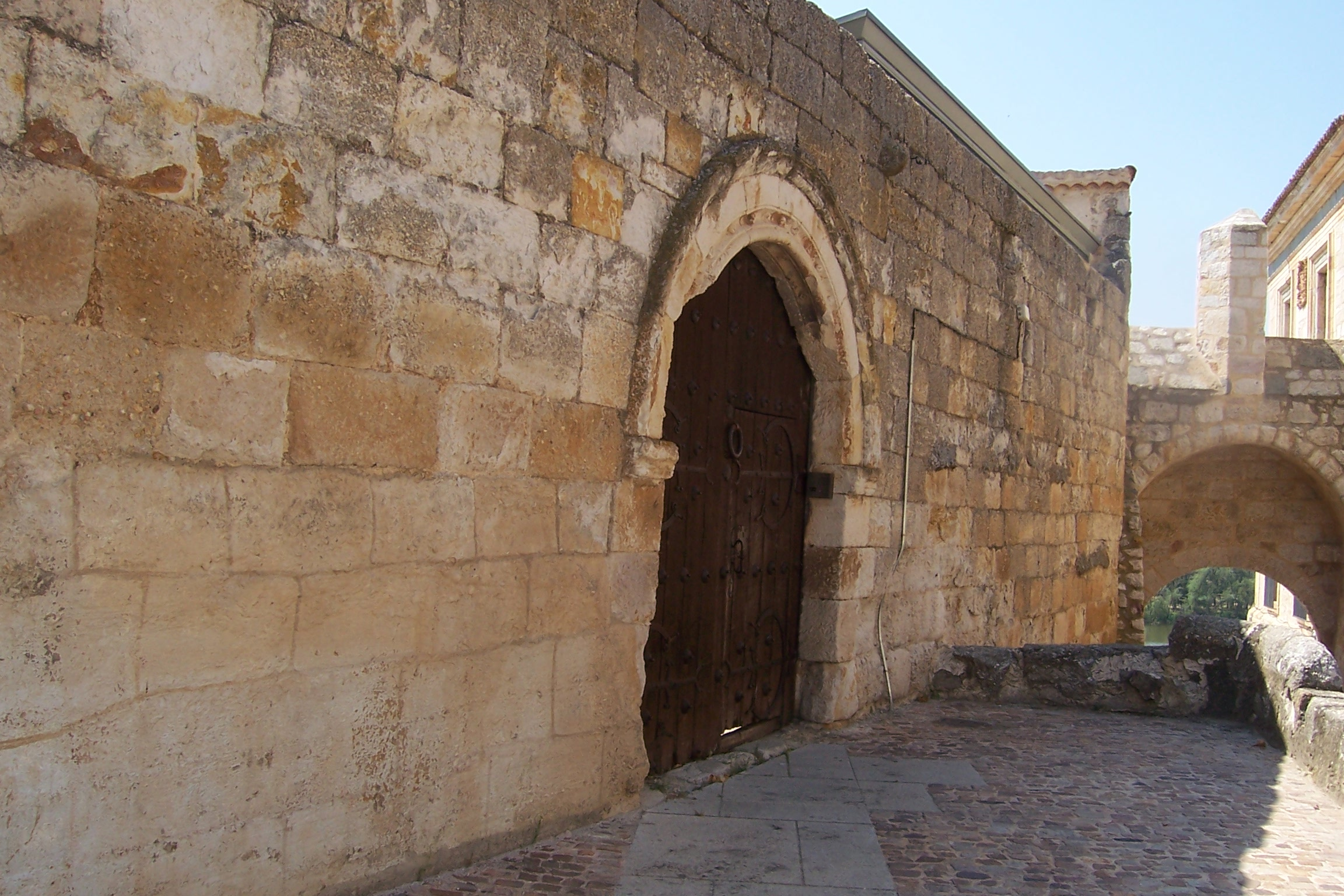
Puerta de la casa

La casa del Cid (denominada también casa de Arias Gonzalo) es un edificio civil de estilo románico situado en la ciudad de Zamora (España). Desde 1931 ha sido protegido al haber sido declarado monumento histórico artístico. Se encuentra este edificio ubicado junto a la Puerta Óptima, de Olivares o del Obispo, esta última denominación por estar abierta junto al palacio episcopal. Se encuentra por tanto en un lugar privilegiado del viejo burgo, ocupando parte de las murallas, permitiendo vistas hacia el Duero.

## Historia
Sobre su historia, existen diversas opiniones. Unos, como Tomás María Garnacho, partidarios de considerar esta vivienda como la Casa del Cid, conforme a la tradición que así nos informa. Frente a éstos, otros autores como el historiador zamorano Cesáreo Fernández Duro, prefieren definir a esta vivienda como la Casa de Arias Gonzalo, porque de éste era la vivienda, aunque una tradición antiquísima afirme la crianza aquí del citado caballero. En cualquier caso, y al margen de su valor histórico, cuenta con la peculiaridad de ser una de las escasísimas muestras de arquitectura civil románica que se conservan en España.

## Características
En la actualidad se pueden observar en sus muros dos partes claramente diferenciadas, siendo la más antigua la fachada abierta en el lienzo de la muralla, donde se encuentran dos ventanas, ya alteradas, que fueron ajimezadas, pues allí permanecen los dinteles, enmarcados por bocel con arquillos de herradura, pero sin las columnillas divisorias. El resto del muro carece de adornos, siendo su fábrica de sillería. Parece obra del siglo XI, mientras que la puerta de la casa, de arco semicircular con molduras y capullos, parece ya más bien obra de mediados del siglo XI.